# 2TE136型柴油机车
2TE136型柴油机车（俄語：2ТЭ136）是苏联的超大功率干线货运柴油机车车型之一，由位于乌克兰的伏罗希洛夫格勒内燃机车制造厂设计制造，于1992年研制成功。

## 发展历史
1984年，伏罗希洛夫格勒内燃机车制造厂（1989年后改称卢甘斯克机车制造厂）在2TE121型柴油机车的基础上，成功研制了6000马力的TE136型柴油机车，这种机车是为满足苏联铁路重载运输需要而设计的，采用1-1Д49型大功率柴油机、交—直流电传动装置及下纵向牵引梁式四轴转向架。根据全苏铁道运输科学研究院在1980年代初的计算，为了满足重载运输需求，苏联铁路的干线货运柴油机车应该有至少40%装用6000马力柴油机。一台单节式的TE136型柴油机车能够顶替一台双节式的2TE10V、2TE116型柴油机车，不仅能够大幅延长机车检修周期，还能节省燃油消耗。成功研制6000马力的单节式柴油机车之后，下一步就是开发12000马力的双节式柴油机车。1988年，伏罗希洛夫格勒工厂制成了首台装用Д56型柴油机的2TE126型柴油机车，机车总体结构和传动系统与TE136型机车保持相同，但由于柴油机的重量太大，机车采用了具有附加导向轮对的五轴转向架来分担重量。
1990年，卢甘斯克机车制造厂按照苏联交通部的要求，开始试制双节式的2TE136型柴油机车。虽然在设计和制造过程中面临突如其来的苏联解体，但卢甘斯克工厂仍然根据原定的计划，在1992年制成了2TE136-0001号机车。2TE136型机车由两节结构完全相同的单司机室八轴机车联挂而成，每节机车的结构和TE136型机车相比并无太大差异，每节机车装用一台1-1Д49型柴油机，机车总功率为12000马力。2TE136型柴油机车设计使用条件为温带和寒带气候，能够在西伯利亚及苏联北部地区恶劣的气候条件下正常行驶，机车构造速度为100公里/小时，轴重为25吨，持续牵引力达到2×480千牛，机车可以牵引9000吨的重载列车顺利通过9‰的限制坡道。
由于当时苏联交通部已被撤销，2TE136-0001号机车出厂后改为交付新成立的俄罗斯联邦交通部，并按原定的计划开始进行试验。但在伏尔加铁路局的试验过程中，机车其中一端的司机室发生火灾事故，虽然这次事故仅仅波及到司机室，但由于机车制造厂与试验机构互相推卸事故责任，双方发生的纠纷未能解决，因而机车也未能修复。苏联解体后，独联体国家的铁路运输生产均面临严重滑坡，在运量剧减、财政窘迫的情况下，原本为重载运输而设计的大功率柴油机车亦变得毫无用处，结果独树一帜的TE136、2TE126、2TE136型柴油机车在当时的环境下都形同一堆废铁，而关于这些机车的研究和改进也被迫停止。2TE136-0001号机车后来被放置在全俄铁道运输科学研究院位于莫斯科州谢尔宾卡的环形铁道试验基地。至1996年，根据交通部的命令，将这台机车移交给哈巴罗夫斯克铁路运输工程学院作为教具使用。

## 参看
- 2TE121型柴油机车
- 2TE126型柴油机车
- TE136型柴油机车